# Abasa TV
Abasa TV (russisch Абаза ТВ) ist der erste nichtstaatliche Fernsehsender in der international nur von wenigen Staaten anerkannten Republik Abchasien. Gegründet wurde er 2007 vom abchasischen Unternehmer Beslan Butba und hat seinen Sitz in der Hauptstadt Suchum. Abasa TV sendet überwiegend in russischer Sprache und teilweise auch auf Abchasisch. Der Sender verfügt über ein Netzwerk von Korrespondenten und arbeitet nach eigenen Angaben mit Al Jazeera und Russia Today zusammen. Im Gegensatz zum abchasischen Staatsfernsehen ist der Sender jedoch nicht in allen Landesteilen erreichbar.